# Agnieszka Jadwiga Anhalcka
Agnieszka Jadwiga Anhalcka, niem. Agnes Hedwig von Anhalt (ur. 12 marca 1573 w Dessau, zm. 3 listopada 1616 w Sonderburg) – księżniczka Anhalcka z dynastii askańskiej, księżna elektorowa Saksonii a następnie księżna Schleswig-Holstein-Sonderburg.
Jedna z córek księcia Anhaltu Joachima Ernesta z dyn. Ascania i księżniczki Eleonory z dyn. Wirtembergów. Jej trzej bracia byli założycielami trzech gałęzi rodu, w tym linii Anhalt-Zerbst, do której należała późniejsza imperatorowa Rosji Katarzyna II Wielka.
W latach 1581–1586 ksieni (opatka) w Quedlinburgu. 3 stycznia 1586 roku została wydana za mąż, w wieku 13 lat, za owdowiałego księcia elektora Saksonii Augusta I Wettyna, uzyskując tym samym tytuł księżnej elektorowej. Wedle relacji Caspara Peucer - ze względu na młody wiek - została zwolniona z nocy poślubnej. Para nie miała wspólnych dzieci, ponieważ książę elektor zmarł kilka tygodni po ślubie, w związku z czym rządy objął jego syn z pierwszego małżeństwa, zaś młoda wdowa otrzymała jako oprawę zamek w Lichtenburgu, w którym jednak nigdy nie zamieszkała.
Dwa lata później, 14 lutego 1588 roku wyszła za mąż po raz drugi za owdowiałego księcia Schleswig-Holstein-Sonderburg Jana II Oldenburga, któremu następnie urodziła dziewięcioro dzieci:
- Eleonorę (1590-1669),
- Annę Sabinę (1593-1659), późniejszą księżną wirtemberską jako żonę księcia Juliusza Wirtemberga,
- Jan Jerzy (1594-1613),
- Joachim Ernest (1595-1671), późniejszego księcia Schleswig-Holstein-Sønderborg-Plön,
- Dorotę Sybillę (1597-1597),
- Dorotę Marię (1599-1600),
- Bernarda (1601-1601),
- Agnieszkę Magdalenę (1602-1607),
- Eleonorę Zofię (1603-1675), późniejszą księżną anhalcką jako żonę księcia Krystiana II von Anhalt-Bernburg[2].